# توماس مونگه
توماس مونگه (انگلیسی: Tomás Monje; زاده ۲۱ دسامبر ۱۸۸۴ – درگذشته ۱ ژوئیهٔ ۱۹۵۴) سیاستمدار، وکیل و قاضی اهل بولیوی بود. او از ۱۵ اوت ۱۹۴۶ تا ۱۰ مارس ۱۹۴۷ رئیس‌جمهور بولیوی بود.
توماس مونگه در ۱ ژوئیه ۱۹۵۴، در سن ۶۹ سالگی در لاپاز درگذشت.